# عبارت فرم بسته
در ریاضیات، عبارت فرم بسته (انگلیسی: Closed-form expression) عبارتی است که بتوان آن را با استفاده از مجموعه‌ای متناهی از عملیات‌ها محاسبه کرد. عبارت‌های فرم بسته می‌توانند شامل ثابت‌ها، متغیرها، برخی عملیات‌های «آشنا» (مثل، + − × ÷), و توابع ریاضی (مثل، ریشه عدد، توان، لگاریتم، توابع مثلثاتی، و تابع وارون هذلولوی) باشند، ولی معمولاً برای محاسبهٔ آن‌ها نیازی به استفاده از حد نیست. عملیات‌ها و توابعی که در عبارت‌های فرم بسته قابل قبول است ممکن است بسته به موضوع یا نویسنده متفاوت باشد.

## نمونه: ریشهٔ چندجمله‌ای‌ها
جواب‌های همهٔ معادله‌های درجه دو که ضریب‌هایشان عدد مختلط باشد را می‌توان با جمع (ریاضی), تفریق، ضرب (ریاضی), تقسیم، و ریشه دوم محاسبه کرد. همهٔ این موراد توابع مقدماتی‌اند. به‌عبارت دیگر، معادلهٔ درجهٔ دو
{\displaystyle ax^{2}+bx+c=0,}
می‌توان با عبارت فرم بستهٔ زیر محاسبه کرد:
{\displaystyle x={-b\pm {\sqrt {b^{2}-4ac}} \over 2a}.}
به‌همین ترتیب معادله‌های درجهٔ سه و چهار را می‌توان با عبارت‌های فرم بسته محاسبه کرد؛ ولی عبارت‌های درجه پنجی هستند که نمی‌توان جواب آن‌ها را با استفاده از عبارت‌های فرم بسته به دست آورد، مثلاً x5 − x + 1 = ۰.
نظریه گالوا مبحثی در ریاضی است که به وجود یا عدم وجود عبارت‌های فرم بسته در موضوعات مختلف به ویژه چندجمله‌ای‌ها می‌پردازد.